# Миккельсен, Лайла
Лайла Миккельсен (норв. Laila Mikkelsen, 20 августа 1940, Вардё, Финнмарк — 13 января 2023) — норвежский кинорежиссёр и продюсер.
Миккельсен родилась 20 августа 1940 года в Вардё. Дебютировала в кино в 1976 году с фильмом «Осс». Действие её фильма «Маленькая Ида» происходит во время немецкой оккупации Норвегии, это привлекло международное внимание. Её фильм Søsken på Guds jord был основан на романе Арвида Ханссена. В 1984 году она сняла фильм «Снарт 17».
Миккельсен умерла 13 января 2023 года в возрасте 82 лет.